# Kalâa Kebira (délégation)
Kalâa Kebira est une délégation tunisienne dépendant du gouvernorat de Sousse.
En 2004, elle compte 51 196 habitants dont 26 066 hommes et 25 130 femmes répartis dans 10 709 ménages et 10 693 logements.